# (495) Eulalie
(495) Eulalie est un astéroïde de la ceinture principale découvert par Max Wolf le 25 octobre 1902.